# Antti Okkonen
Antti Okkonen (Oulu, 2 giugno 1982) è un ex calciatore finlandese, di ruolo centrocampista.

## Palmarès

### Club

#### Competizioni nazionali
- Campionato finlandese: 1

HJK: 2012